# Сейши (река)
Се́йши (порт. Ribeira de Seixe) — река в Португалии, образует границу между округами Фару и Бежа. Берёт начало на северных склонах Серра-ди-Моншики, в нижнем течении пересекает территорию природного парка Кошта-Висентина и впадает в Атлантический океан.

## География
Сейши протекает по территории муниципалитетов Моншики, Алжезур, Одемира и образует естественную границу между двумя регионами — Алгарви и Алентежу. В устье бассейна Сейши находится город Одесейше (Прайя-де-Одесейше). Территория реки входит в природный парк Коста-Висентина, охватывающий 80 км побережья Алгарви, от рыбацкого посёлка Бургау до Одесейше.

## Фауна и флора
В реке есть редкие виды, такие как лучистые рыбы семейства карповых (порт. Cyprinidae Escalo-do-Arade, лат. Squalius aradensis), классифицируемые как вид, «находящийся под угрозой исчезновения», и южный усач (Barbus plebejus), эндемичный вид для южной части Пиренейского полуострова, имеющий статус «исчезающего вида». В реке водятся другие виды: морской окунь, сардины, мидии, гамбузии, есть моллюски и крабы.
Характерные для Сейши животные — выдра, водяная ящерица, несколько видов летучих мышей и десятки птиц: конёк, ласточки, жаворонки, горихвостки, коноплянки, черноголовый щегол, белые аисты, цапли, и другие. На берегу реки и в небольших сельскохозяйственных дамбах можно встретить два вида черепах: полосатую и средиземноморскую.
Дуб канарский — эндемичный вид. Несмотря на то, что встречается не часто, он растёт в долине реки в бо́льшем количестве, чем где-либо ещё в Португалии. В бассейне реки Сейши есть ряд других необычных видов: встречаются редкие следы Лауриссильвского леса (лавровый лес), который находится в состоянии глубокой деградации.
Произрастают морская сосна, эвкалипт, пробковый дуб, а также большое количество средиземноморских кустарников: земляничное дерево, фенхель, белый вереск, можжевельник, дикая маслина, каменная роза, розмарин, мирт.
|                                  |  |
| Устье, узкая полоса дюн на реке. |  |

## Экология
Река имеет важное экологическое значение и выступает в роли природного коридора между горами и побережьем. В XX веке около 50 % территорий, окружающих реку, были заняты эвкалиптовыми плантациями, которые расширяются в XXI веке, а также местными фермерами[уточнить]. За последние 30 лет на берегах реки и прилегающих территориях появилось большое количество заброшенных земельных участков. Для сохранения бассейна реки Сейши был разработан экологический проект TerraSeixe.
Бассейн реки Сейши (водораздел) имеет охраняемую фауну и флору (Национальный парк на юго-западе и побережье Висентины и орнитологическая территория). Цель проекта состоит в том, чтобы определить зеленую инфраструктуру территорий и выявить передовые методы управления и восстановления окружающей среды для сохранения биоразнообразия и развития природного туризма с учётом изменений климата.
Восстановительные работы, начавшиеся год спустя после урагана 2014 года в долине и на берегах реки, по мнению некоммерческой экологической ассоциации ALMARGEM (порт. Almargem-Associação de Defesa do Património Cultural e Ambiental do Algarve), проводились без учёта динамики осадочных отложений в водотоке и экологических последствий. Экологи считают вмешательство в формирование естественного ландшафта на пляже Прайя-де-Одесейше (порт. Praia de Odeceixe) неоправданным, так как оно произошло там, где укрепление системы дюн формируется естественным образом. Перемещение большого количества песка с одного берега на другой, по их мнению, может привести к разрушению экосистемы дюн и изменить русло реки.

## Туризм
Город Одесейше посещают туристы, которые отдыхают на пляжах охраняемой территории природного парка Судоэсте-Алентежано в Кошта-Висентина (порт. Parque Natural do Sudoeste Alentejano e Costa Vicentina), в 3 км от поселения. В устье пресные воды реки встречаются с океанскими волнами. Пляж окружают холмы, поросшие лесом и кустарниками. В городе развит туристический бизнес: есть гостиницы, рестораны и бары. Местной достопримечательностью является старинная мельница, посещение которой было ограничено в 2020 году из-за пандемии. В обширной одноимённой долине реки есть дюны, много небольших лагун, дно которых покрыто мелким чистым песком, пляжи окружают скалы и скальные образования.